# 陳咏儀
陳咏儀，（英文名 CHAN Wing Yee, Emily）又名陳詠儀， 香港粵劇演員，正印花旦。，曾與衛駿輝、林錦堂、李龍、龍貫天、阮兆輝、梁漢威、丁凡等結台緣，亦與汪阿姐、家英哥、及寶珠姐合作。 

## 經歷
- 14歲，考獲英國皇家音樂學院八級鋼琴 [4]
- 受母親薰陶，對粵曲藝術產生興趣，拜賴天生、任大勳、楊劍華等學藝。
- 1989年赴廣州廣東粵劇學院受訓
- 2001年與龍貫天合組天鳳儀劇團
- 2008年與衛駿輝合組天虹劇團，演出任白戲寶

## 香港演出
- 《紅梅記》
- 《雙仙拜月亭》
- 《燕子啣來燕子箋》[5]
- 《胭脂巷口故人來》
- 《大唐胭脂》 （页面存档备份，存于）

## 外參考
1. ↑  .   [2011-10-28]. （原始内容存档于2011-09-10）.
2. ↑  .   [2011-10-28]. （原始内容存档于2011-09-09）.
3. ↑  .   [2011-10-28]. （原始内容存档于2011-01-30）.
4. ↑  .   [2011-10-28]. （原始内容存档于2011-01-30）.